# Гайдукевич Віктор Францевич
Віктор Францевич Гайдукевич (*12 (25) листопада 1904, Санкт-Петербург — †9 жовтня 1966 р., Керч) — радянський археолог, фахівець з античної археології Північного Причорномор'я, доктор історичних наук (1950 р.), професор (1953 р.) Ленінградського університету.

## Біографія
Народився в польській родині медика та домогосподарки. Його батько Франц Йосипович Гайдукевич походив з Віленської губернії, а мати Марія Іванівна Гайдукевич (Сапоровська) — з Ковенської губернії. Місцем свого народження В. Ф. Гайдукевич найчастіше називав Санкт-Петербург. Іноді вказувалося, що це було місто Троки Ковенської губернії, тобто сучасне литовське місто Тракай.
В 1923 р. закінчив школу та вступив до Ленінградського державного університету на Археологічне відділення факультету суспільних наук, який закінчив у 1928 р.
Ще студентом, у 1926–1927 р.р. брав участь у археологічних експедиціях в Херсонесі в Керчі.
Після закінчення університету працював науковим співробітником та хранителем Керченського археологічного музею.
У 1932 р. закінчив аспірантуру та був прийнятий науковим співробітником I розряду до Державної академії історії матеріальної культури (нині Інститут археології РАН). Працював в Інституті історії стародавнього світу і в Інституті історії рабовласницького суспільства.
В 1934 р. почали виходити перші серйозні наукові роботи Гайдукевича, на основі археологічних розкопок античного міста Мірмекія в Керчі.
З 1935 р. Віктор Гайдукевич — начальник єдиної Керченської експедиції, яка з 1938 дістала назву Боспорської.
28 червня 1938 р., рішенням Вченої ради Ленінградського державного університету В. Ф. Гайдукевичу була присвоєна вчена ступінь кандидата історичних наук без захисту дисертації. Тут на Історичному факультеті він почав читати курс античної археології, а також спецкурси «Археологія античних колоній», «Північне Причорномор'я в античну епоху», «Матеріальна культура Боспору».
Під час Другої світової війни В. Ф. Гайдукевич разом з дружиною і сином був евакуйований на літаку 19 грудня 1941. Спочатку їх направили в Казань, а потім — у Ташкент, де була створена Ташкентська група Інституту історії матеріальної культури АН СРСР. З 1951 р. Гайдукевич — завідувач Сектором Стародавнього Причорномор'я цього інституту.
З 1946 р. і до самої смерті очолював Боспорську археологічну експедицію. Помер під час експедиції в Керчі 9 жовтня 1966 р. від серцевого нападу. Похований на Серафимівському кладовищі

## Наукова діяльність
Брав участь у розкопках Фанагорії, Тірітаки, Мірмекія, Ілурата, Кітея, Херсонеса. Основні праці присвячені економічній історії Боспорської держави. Величезний обсяг отриманого матеріалу узагальнено в 1949 році в монографії «Боспорське царство», згодом перевиданій німецькою мовою з істотними доповненнями.
Дотепер результати робіт експедицій В. Ф. Гайдукевича активно вивчаються, а багато положень його робіт не втратили своєї актуальності дотепер. Вченому вдалося виховати ціле покоління дослідників Північного Причорномор'я, серед яких Н. Л. Грач, І. Г. Шургая, Н. З. Куніна.

## Нагороди
- 10 червня 1945 р., указом Президії Верховної Ради СРСР за видатні заслуги в розвитку науки і техніки у зв'язку з 220-річчям АН СРСР він був нагороджений орденом «Знак Пошани».
- Йому також була вручена Медаль «За доблесну працю у Великій Вітчизняній війні 1941—1945 рр.»;
- другим орденом «Знак Пошани» Віктор Францевич був нагороджений в 1954 р. за вислугу років та бездоганну роботу.

## Праці
Ним опубліковано понад 100 наукових робіт, в тому числі монографій, підручників, довідників, в тому числі:
- Античные керамические обжигательные печи (По раскопкам в Керчи и Фанагории в 1929—1931 гг.) // Известия ГАИМК. 1934. Вып. 80. (рос.)
- Строительные керамические материалы Боспора. Боспорские черепицы. Известия ГАИМК. 1934а. Вып. 104. (рос.)
- Академик Сергей Александрович Жебелев как исследователь Северного Причерноморья // СА. 1941. Т. VII. (рос.)
- Боспорское царство. Л.-М., 1949. (рос.)
- Мнимая базилика Лаврентия-Леонтия // МИА. 1953. № 34. (рос.)
- Мирмекий. Советские раскопки в 1956 г. Варшава, 1959. (рос.)
- О скифском восстании на Боспоре в конце II в. до н. э. // Античное общество. М., 1968. (рос.)
- К дискуссии о восстании Савмака // Античная история и культура Средиземноморья и Причерноморья. Л., 1968. (рос.)
- Раскопки Северной и Западной частей Мирмекия в 1934 г. // МИА. 1941. № 4. (в соавторстве) (рос.)
- Из истории Боспора во II в. н.э. // «Древний мир: сборник статей в честь академика В. В. Струве» [Архівовано 20 січня 2013 у Wayback Machine.]. М.: Издательство восточной литературы, 1962 г. — С.485—489. (рос.)
- Виноделие на Боспоре, в кн.: Материалы и исследования по археологии СССР, т. 85, М. — Л., 1958. (рос.)